# (34769) 2001 QB236
2001 QB236 (asteroide 34769) é um asteroide da cintura principal. Possui uma excentricidade de 0.14867340 e uma inclinação de 2.74482º.
Este asteroide foi descoberto no dia 24 de agosto de 2001 por LINEAR em Socorro.